# Deutsche Nachschule Tingleff
Deutsche Nachschule Tingleff, DNT eller på dansk Den Tyske Efterskole i Tinglev er en tysksproget efterskole i stationsbyen Tinglev i Sønderjylland.

## Historie
Skolen kan føre sine rødder tilbage til 1905, hvor folkehøjskolen Deutscher Volkshochschulverein blev oprettet i Tinglev. Skolen lå på det tidspunkt i Tyskland.
I 1920 blev Sønderjylland efter en folkeafstemning igen dansk og skolen var således en del af det tyske mindretals institutioner i Nordslesvig.
På den tyske højskole lærte man om husholdning og landbrug.
Efter 2. verdenskrig blev alle tyske institutioner beslaglagt af den danske stat, men i 1951 kunne man i nye bygninger indvie en tysk efterskole – Deutsche Nachschule Tingleff. Husholdning og landbrug var stadig de centrale fag.
I 2005 inviterede man alle tidligere elever til at fejre skolens 100 års jubilæum.

## Deutsche Nachschule Tingleff i dag
I dag tilbyder Deutsche Nachschule Tingleff 9. og 10. klasse og de boglige fag har fået en langt mere central placering. Der er dog stadig mulighed for undervisning i fag som træ- og metalsløjd og hjemkundskab og de kunstneriske fag foto, drama, improvisationsteater, billedkunst mm.
Skolen har ca. 96 elever, hvoraf ca. halvdelen kommer fra Danmark og den anden halvdel fra Tyskland. En eller to elever kommer som regel fra tredje lande som Ungarn, Schweiz, Polen, m.fl.

## Sproglig note
Efterskoler er et dansk fænomen, og ordet Nachschule er indført i Tinglev som en hjemmelavet oversættelse af efterskole; men den er velvalgt, da nachschulen betyder at efteruddanne, og Nachschulung betyder efteruddannelse. Men selve ordet Nachschule findes ikke i de tyske ordbøger.

## Ekstern henvisning
Skolens hjemmeside Arkiveret 20. oktober 2020 hos  Wayback Machine (dansk)/(tysk)
54°55′59.01″N 9°14′30.85″Ø / 54.9330583°N 9.2419028°Ø
|  | Denne artikel om en bygning eller et bygningsværk kan blive bedre, hvis der indsættes et (bedre) billede. Du kan hjælpe ved at afsøge Wikimedia Commons for et passende billede eller lægge et op på Wikimedia Commons med en af de tilladte licenser og indsætte det i artiklen. |